# Maputaland-Pondoland-Albany
L'ensemble Maputaland-Pondoland-Albany est une écorégion d'Afrique australe considérée comme un épicentre de biodiversité par Conservation International.

## Localisation

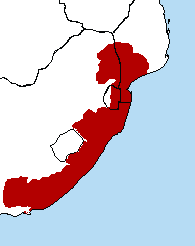
Carte de l'ensemble Maputaland-Pondoland-Albany

Cet épicentre couvre globalement toutes les zones au climat subtropical humide d'Afrique (ces dernières étant localisées presque uniquement en Afrique du Sud) soit une superficie de 274 136 km². Il forme une large bande côtière allant de l'extrême-sud du Mozambique et du nord-est du Mpumalanga jusqu'à l'est de la province du Cap-Oriental en Afrique du Sud, incluant la Côte Sauvage. Il comprend également l'est du Swaziland et borde le sud et l'est du Lesotho. Il se compose donc de trois régions plus ou moins proches biologiquement mais qui possèdent chacune des particularités propres. Le Maputaland (appelé également Tongaland) correspond à la partie sud du Mozambique, au Swaziland et au nord du Kwazulu-Natal, le Pondoland englobe le centre et le sud du Kwazulu-Natal, et la région d'Albany correspond à l'est du Cap-oriental. 

## Caractéristiques
C'est une région assez complexe qui se compose d'une grande diversité de paysages avec des reliefs assez marqués. Elle englobe le sud-est du Grand escarpement et descend ainsi jusqu'au bord de l'Océan Indien. De ce fait cet épicentre inclut une grande partie de la chaîne du Drakensberg, surtout dans le sud et le centre de l'aire. L'une des caractéristiques notables de cette région est le fait qu'elle soit l'une des plus arrosées d'Afrique du Sud, ce qui explique la luxuriance de ses forêts. En effet une grande partie de la zone reçoit en moyenne entre 750 et 1 000 mm/an et les côtes du Kwazulu-Natal ainsi que certaines parties du Drakensberg dépassent les 1 000 mm annuels ; Durban ou Port Elizabeth, villes situées dans cet épicentre, reçoivent respectivement 1 009 et 1 120 mm de pluie par an. les températures ne sont pas extrêmement élevées mais sont constantes au cours de l'année, notamment à Durban. La partie nord se compose principalement de plaines de moyenne et basse altitude avec des zones composées d'anciennes dunes de sable, alors que le sud possède des reliefs plus accidentés avec de nombreuses falaises découpées par de multiples cours d'eau. Le couvert végétal se compose principalement de forêts, de broussailles, de bushveld et de prairies. Cet épicentre de biodiversité comprend 80 % des forêts intactes de l'Afrique du Sud et possède une très grande variété d'espèces d'arbres. La région d'Albany connaît également une grande diversité de plantes succulentes, notamment arborescentes contrairement au port compact des espèces déserticoles du Karoo, par exemple. 

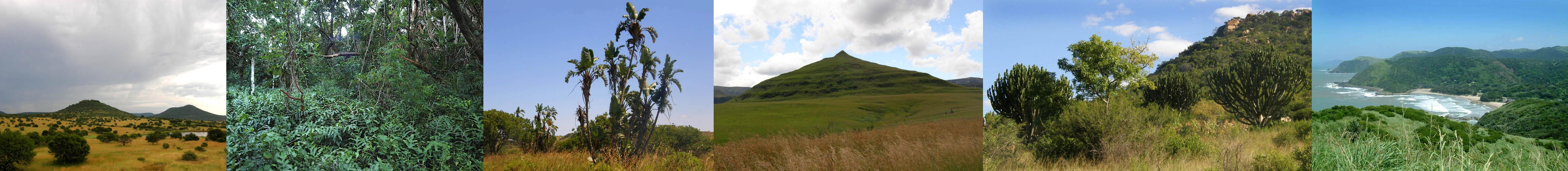
Différents paysages de l'ensemble Maputaland-Pondoland-Albany, de gauche à droite: Prairies broussailleuses, vers Pietermaritzburg. Forêts denses, côtes du Kwazulu-Natal. Savanes boisées avec Strelitzia nicolai, Parc d'iSimangaliso (Greater St. Lucia Wetland Park). Prairies d'altitude, vers Ladysmith. Savanes broussailleuses avec euphorbes arborescentes, au nord du Kwazulu-Natal. Forêts et broussailles côtières, Silaka Nature Reserve.

## Biodiversité
L'ensemble Maputaland-Pondoland-Albany supporte une très forte biodiversité tant animale que végétale. Avec presque 2 000 espèces de plantes endémiques il est le deuxième espace le plus riche en Afrique en termes de diversité végétale, après le Royaume floral du Cap. Cette immense richesse végétale inclut 8 100 espèces de plantes vasculaires, dont environ 1 900 sont endémiques. On retrouve notamment près de 600 espèces d'arbres, soit plus que n'importe quelle autre région tempérée au monde. Sur 1 500 genres, 39 sont endémiques. Il existe également une famille endémique, celle des Rhynchocalycacées, qui ne comporte qu'une seule espèce: Rhynchocalyx lawsonioides. 
De nombreuses plantes présentes dans cet épicentre ont été largement utilisées par la suite comme plantes ornementales ou médicinales ; on peut citer par exemple les Strelitzia reginae et nicolai, la  Clivia miniata, les Kniphofia ou encore la rarissime Sandersonia aurantiaca. L'Aloe ferox est très utilisé pour sa sève aux vertus curatives.

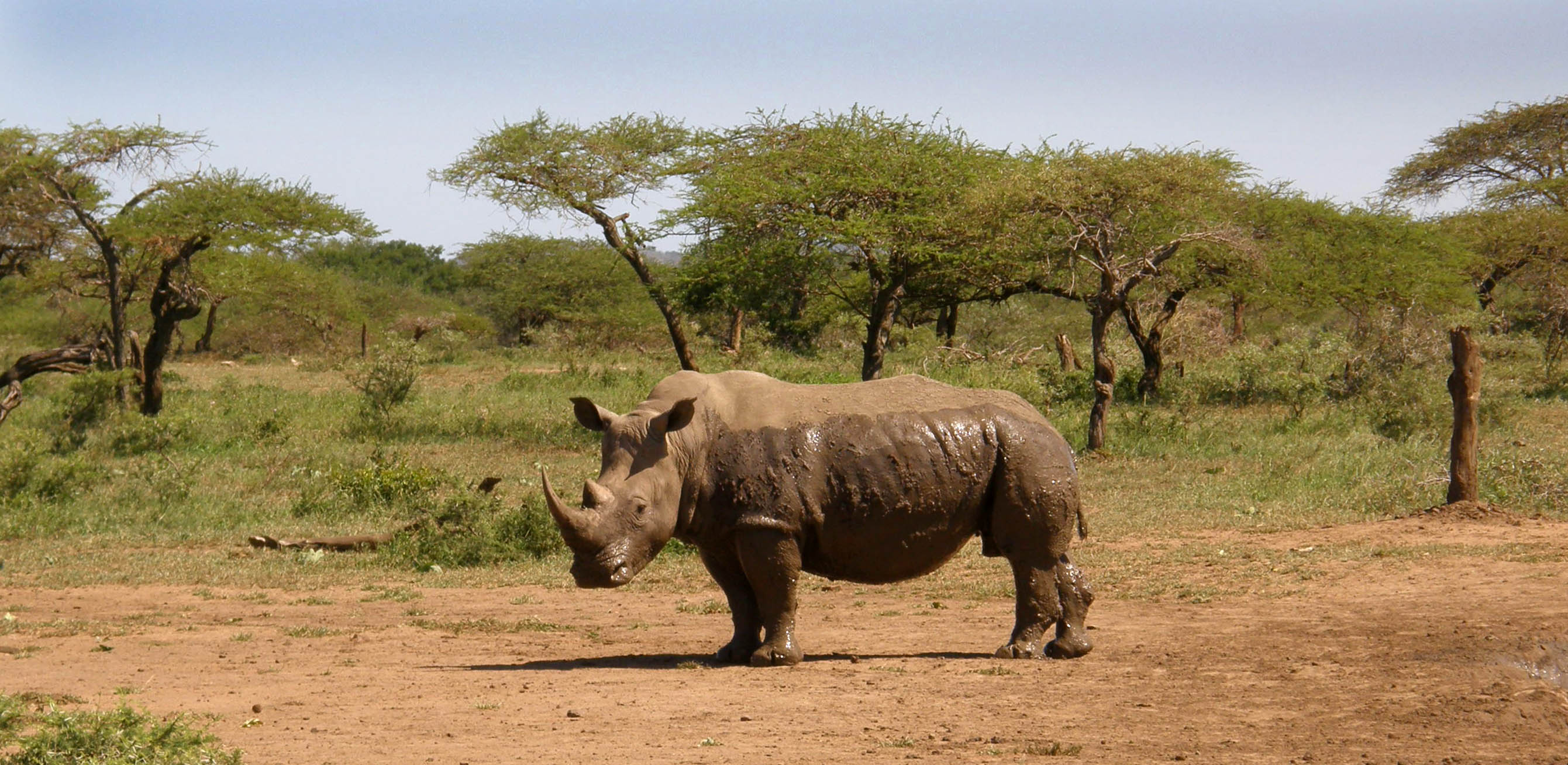
Un Rhinocéros blanc sortant d'un bain de boue dans la Réserve d'Hluhluwe-Umfolozi

La diversité animale est moindre, avec un endémisme assez faible. 194 espèces de mammifères y sont dénombrées, dont seulement 4 sont endémiques: Écureuil à ventre rouge (Paraxerus palliates), Pétrodrome à quatre orteils (Petrodromus tetradactylus), la Taupe dorée de Marley (Amblysomus marleyi) et la Taupe dorée géante(Chrysospalax trevelyani). Il existe cependant de nombreuses espèces notables: antilopes, félins, primates, rhinocéros, qui ne sont pas endémiques mais très représentatifs des zones protégées notamment dans le Maputaland. C'est le cas tout particulièrement de la sous-espèce méridionale du Rhinocéros blanc (Ceratotherium simum simum) qui était autrefois largement distribuée en Afrique australe et orientale et qui a failli disparaître à cause du commerce de cornes ; pourtant c'est avec une douzaine d'individus placés dans la Réserve d'Hluhluwe-Umfolozi que la population a connu un sursaut extraordinaire : aujourd'hui elle compte près de 12 000 individus répartis dans plusieurs réserves y compris hors de l'Afrique du Sud. Il existe aussi plusieurs espèces d'antilopes forestières comme le Suni de Zanzibar (Neotragus moschatus) ou le Céphalophe bleu (Philantomba monticola). 
Il existe 540 espèces d'oiseaux dans cet épicentre. Si aucune n'est endémique il apparaît que beaucoup d'espèces forestières d'Afrique australe sont présentes dans cette région, et que certaines sont quasiment endémiques à cet épicentre comme le perroquet robuste par exemple. D'autres sont présentes uniquement dans cette région en Afrique du Sud mais leur aire de répartition se prolonge au-delà dans les forêts côtières d'Afrique orientale.
Sur 209 espèces de reptiles 30 sont endémiques. Cet épicentre est le lieu de vie d'au moins 7 espèces de caméléons nains du genre Bradypodion dont l'aire de répartition est très réduite. On trouve aussi un genre endémique contenant une seule espèce: le serpent noir du Natal (Macrelaps microlepidotus). Parmi d'autres espèces endémiques citons la cinixys du Natal (Kinixys natalensis), une tortue propre aux Monts Lembobo, la très rare vipère d'Albany (Bitis albanica) confinée à la baie d'Algoa (Cap-Oriental), et une espèce de lézard: le cordyle de Tasman (Cordylus tasmani). On retrouve également 72 espèces d'amphibiens dont 11 sont uniques à cette région, notamment un genre monospécifique endémique comprenant la grenouille de Boneberg (Natalobatrachus bonebergi). On trouve d'autres espèces menacées: la grenouille de Rattray (Anhydrophryne rattrayi), l'Afrixalus spinifrons, l'Hyperolius pickersgilli, ainsi qu'une espèce récemment découverte, le Breviceps sopranos qui émet un croassement très aigu.
Parmi les autres groupes du règne animal on peut noter les 73 espèces de poissons d'eau douce avec 22 endémiques. Une espèce de requin, le Paragaleus leucolomatus, n'est connue que par un unique spécimen pêché à Kosi Bay (réserve naturelle, coord. -26.895129,32.825546) au sud de Maputo. Parmi les espèces d'invertébrés on retrouve notamment les très primitifs Onychophora, qui ressemblent à des vers munis de pattes et à la peau veloutée. Dans les sols forestiers humides habite une espèce de ver de terre géant (Microchaetus vernoni) pouvant atteindre 2,6m de long. On y trouve aussi une espèce de bousier incapable de voler : le Circellium bacchus, dont l'aire de répartition se concentre seulement dans le Parc national des Éléphants d'Addo (où des panneaux spécifiques signalent qu'il a priorité sur les véhicules dans les voies de passage) et aux environs.

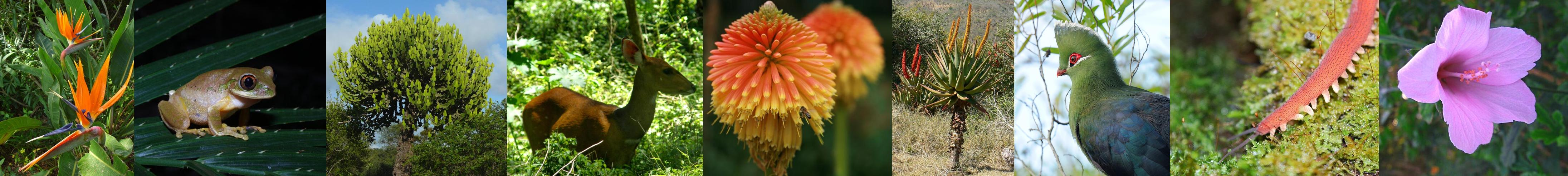
De gauche à droite: Strelitzia reginae, Leptopelis natalensis, Euphorbia cooperi, Céphalophe bleu (Philantomba monticola), Kniphofia rooperi, Aloe ferox, Touraco de Knysna (Tauraco corythaix), Onychophora sp, Hibiscus pedunculatus

## Menaces et Conservation
L'ensemble Maputaland-Pondoland-Albany se situe au cœur de l'une des régions d'Afrique subsaharienne les plus densément peuplées. De plus avec son climat relativement humide c'est une région très prisée pour une agriculture qui a augmenté de 122 % entre 1987 et 1994 en Afrique du sud. On peut noter la culture de la canne à sucre dans les régions côtières environnantes de Durban qui cause un déboisement important. La culture d'arbres est très intense également avec des essences comme les Eucalyptus, les pins ou diverses espèces d'Acacias. Ces plantes venues de régions extérieures sont souvent plus gourmandes en eau que les espèces indigènes et changent la nature chimique des sols. Les zones de prairies ou de savanes si elles ne sont pas modifiées par l'agriculture sont utilisées pour des élevages souvent intensifs avec une densité de bétail largement supérieure à ce que la zone est adaptée à recevoir. L'urbanisation est également une menace: avec Maputo (1 099 102 habitants), Durban (3 468 086 habitants) et Port Elizabeth (1 050 930 habitants), plus toutes les autres villes environnantes, la pression urbanistique est très importante avec le développement de larges banlieues et bidonvilles qui empiètent sur les espaces naturels proches. Au Mozambique une grande partie du ressources en bois sont converties en charbon  . La Guerre civile du Mozambique a causé presque 1 million de morts et beaucoup de déplacés. Indirectement la protection environnementale est passée très largement au second plan et de ce fait l'exploitation des ressources naturelles s'est faite de manière totalement anarchique dans une optique de survie.
Environ 8 % de cet épicentre sont protégés à différents niveaux, soit 23 051 km². Le Parc national des Éléphants d'Addo et ses 24 000 hectares et le Parc national des Zèbres de montagne (6536 hectares) sont gérés part le South African National Parks, une branche du Department of Environmental Affairs and Tourism. Au KwaZulu-Natal les zones protégées font partie du Ezemvelo KwaZulu-Natal Wildlife. C'est le Direcção Nacional de Florestes e Fauna Bravia of the Ministério da Agricultura e Pescas qui s'occupe de la protection des réserves naturelles au Mozambique. Quant au Parc d'iSimangaliso (256 644 hectares) il a été déclaré patrimoine de l'humanité par l'UNESCO. Néanmoins la protection n'est pas forcément assurée sur le terrain, notamment au Mozambique et dans le Pondoland où on remarque l'existence d'un nombre faible de zones protégées et ce sur des surfaces très réduites. La création de parcs transfrontaliers est une initiative importante que l'on remarque dans Maputaland entre Afrique du Sud et Mozambique ou Swaziland. L'extension des aires protégées comme dans le Parc national des Éléphants d'Addo est notable. La naissance en l'an 2000 du STEP (Subtropical Thicket Ecosystem Planning) a pour but de protéger les zones de broussailles et de forêts dans cet épicentre et notamment autour de la région d'Albany, très riche en espèces végétales. Une initiative privée et originale est née dans le KwaZulu-Natal en 1978, où des propriétaires terriens ont créé des zones protégées privées pour soit maintenir des zones intactes soit aider à la protection d'espèces en particulier ; elles sont aujourd'hui 218 dans le KwaZulu-Natal, couvrant près de 1,5 million d'hectares.